# Joseph van der Elst

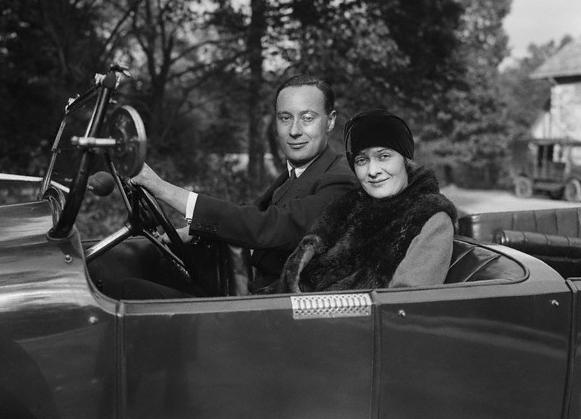
Baron Joseph Van der Elst en zijn verloofde Allison Campbell-Roebling. 26 oktober 1926. New York, Bettmann Archive.

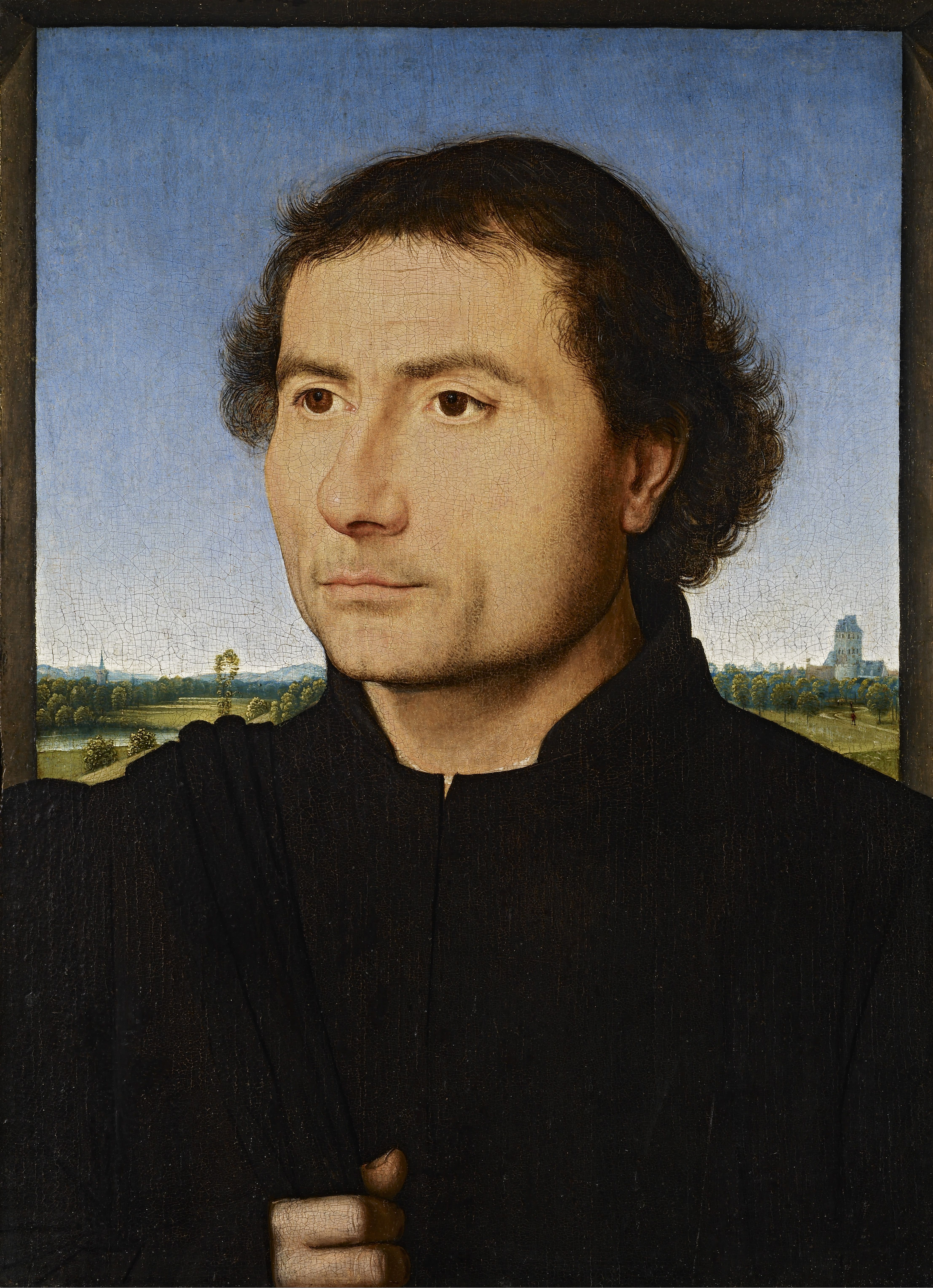
Portret van een man

Joseph (Jo) Julien Marie Ignace baron van der Elst (Elsene, 9 september 1896 – Oostkerke, 20 februari 1971) was een Belgisch diplomaat, kunstverzamelaar en auteur.

## Biografie
Van der Elst was lid van de familie Van der Elst en een zoon van Léon baron van der Elst (1856-1933) en jkvr. Marie van Vessem (1866-1960), lid van de familie Van Vessem. Hij was in diplomatieke dienst van het koninkrijk België en werkte onder meer in Washington, Wenen, San Francisco, Lissabon en Rome. Hij trouwde met de Amerikaanse Allison Campbell-Roebling (1907-2000) met wie hij vijf kinderen had.
Van der Elst was een kunstverzamelaar. Zijn verzameling bestond voornamelijk uit Vlaamse Primitieven, waaronder Portret van een man van Hans Memling en werk van Jheronimus Bosch, de Meester van de Legende van de heilige Lucia, de Meester van de Legende van de Heilige Catharina, de Meester van de Tiburtijnse Sibylle en de Meester van Frankfurt. Na zijn dood ging de verzameling naar zijn jongste zoon, François van der Elst in Genève. In 2001 werd een deel van de verzameling Van der Elst geveild bij veilinghuis Sotheby's in Londen en in 2002 eveneens bij Sotheby's in New York.
Van der Elst was de auteur van The Flemish Masters en The last flowering of the Middle Ages (1944).